# لوکاس نیل
لوکاس نیل (انگلیسی: Lucas Neill؛ زادهٔ ۹ مارس ۱۹۷۸) یک بازیکن فوتبال اهل استرالیا است.
وی همچنین در تیم ملی فوتبال استرالیا بازی کرده‌است.